# Episodi di King of the Hill (quarta stagione)
La quarta stagione della serie animata King of the Hill, composta da 24 episodi, è stata trasmessa negli Stati Uniti su Fox dal 26 settembre 1999 al 21 maggio 2000.
In Italia la stagione è stata trasmessa su Fox, dal 2004.
| nº | Codice di produzione | Titolo originale                                          | Titolo italiano                         | Prima TV USA      | Prima TV Italia |
| -- | -------------------- | --------------------------------------------------------- | --------------------------------------- | ----------------- | --------------- |
| 1  | 3ABE24               | ...Peggy Hill: The Decline and Fall                       | Voglio un figlio                        | 26 settembre 1999 |                 |
| 2  | 4ABE01               | Cotton's Plot                                             | La strana coppia                        | 3 ottobre 1999    |                 |
| 3  | 4ABE02               | Bills Are Made to Be Broken                               | Il ritorno di Billdozer                 | 24 ottobre 1999   |                 |
| 4  | 4ABE03               | Little Horrors of Shop                                    | Chi fa 'fai da te' fa per tre           | 31 ottobre 1999   |                 |
| 5  | 4ABE04               | Aisle 8A                                                  | Il primo ciclo                          | 7 novembre 1999   |                 |
| 6  | 4ABE05               | A Beer Can Named Desire                                   | Viaggio a New Orleans                   | 14 novembre 1999  |                 |
| 7  | 4ABE08               | Happy Hank's Giving                                       | Una bomba di tacchino                   | 21 novembre 1999  |                 |
| 8  | 4ABE06               | Not in My Back-hoe                                        | Un'amichevole gelosia                   | 28 novembre 1999  |                 |
| 9  | 4ABE07               | To Kill a Ladybird                                        | Un procione per amico                   | 12 dicembre 1999  |                 |
| 10 | 4ABE10               | Hillennium                                                | Chi ha paura del 2000?                  | 19 dicembre 1999  |                 |
| 11 | 4ABE09               | Old Glory                                                 | Plagi                                   | 9 gennaio 2000    |                 |
| 12 | 4ABE11               | Rodeo Days                                                | Clown da rodeo                          | 16 gennaio 2000   |                 |
| 13 | 4ABE13               | Hanky Panky                                               | Relazioni pericolose (1ª parte)         | 6 febbraio 2000   |                 |
| 14 | 4ABE14               | High Anxiety                                              | Relazioni pericolose (2ª parte)         | 13 febbraio 2000  |                 |
| 15 | 4ABE12               | Naked Ambition                                            | Tempesta ormonale                       | 20 febbraio 2000  |                 |
| 16 | 4ABE16               | Movin' On Up                                              | Meglio soli                             | 27 febbraio 2000  |                 |
| 17 | 4ABE15               | Bill of Sales                                             | Trattami male!                          | 12 marzo 2000     |                 |
| 18 | 4ABE18               | Won't You Pimai Neighbor?                                 | Un Lama di nome Bobby                   | 19 marzo 2000     |                 |
| 19 | 4ABE19               | Hank's Bad Hair Day                                       | Toglietemi tutto ma non il mio barbiere | 9 aprile 2000     |                 |
| 20 | 4ABE17               | Meet the Propaniacs                                       | I Propaniaci                            | 16 aprile 2000    |                 |
| 21 | 4ABE20               | Nancy's Boys                                              | Ménage a tre                            | 30 aprile 2000    |                 |
| 22 | 4ABE22               | Flush with Power                                          | Sciacquoni e W.C.                       | 7 maggio 2000     |                 |
| 23 | 4ABE21               | Transnational Amusements Presents: Peggy's Magic Sex Feet | Fettone di Peggy.com                    | 14 maggio 2000    |                 |
| 24 | 4ABE23               | Peggy's Fan Fair                                          | La fiera dei fan                        | 21 maggio 2000    |                 |